# Pharyngochromis
Pharyngochromis – rodzaj słodkowodnych ryb okoniokształtnych z rodziny pielęgnicowatych (Cichlidae). Jest blisko spokrewniony z Sargochromis.

## Występowanie
Rzeka Zambezi w Afryce.

## Klasyfikacja
Gatunki zaliczane do tego rodzaju:
- Pharyngochromis acuticeps